# 로스앤젤레스 메트로 C선

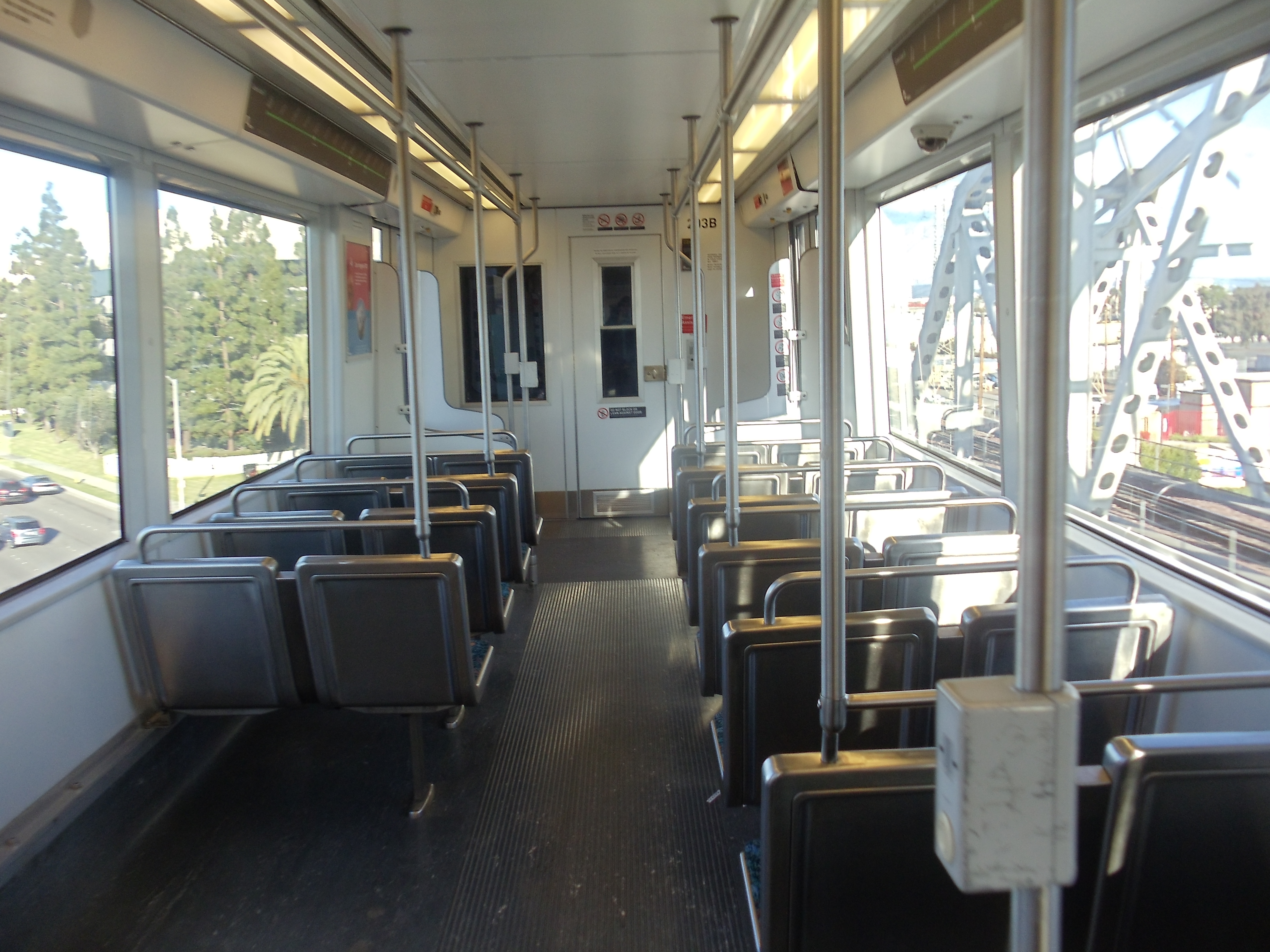
메트로 C선 지멘스 P2000 열차 내부

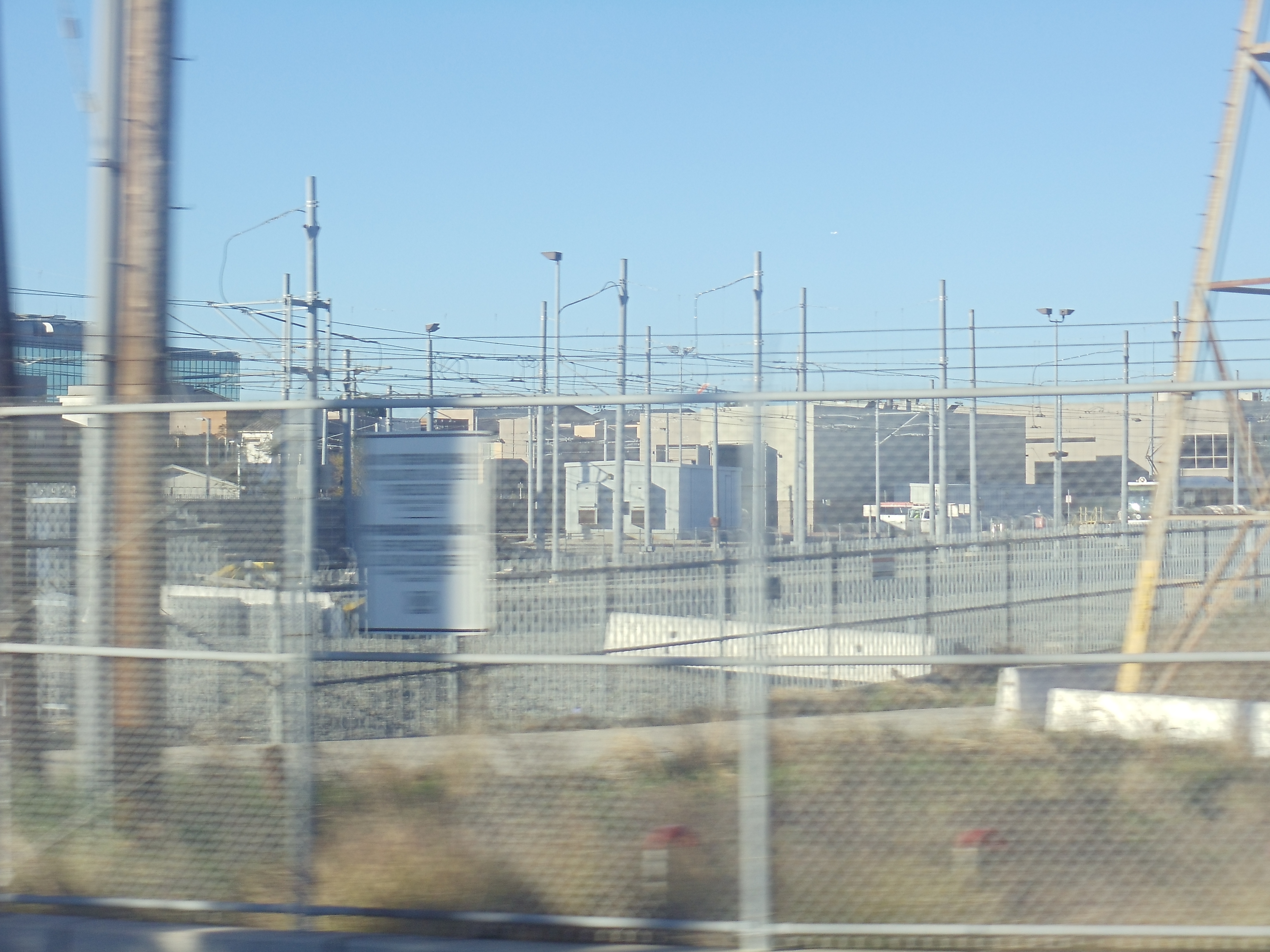
메트로 C선 차량기지 - Division 22 (Hawthorne). C선은 모든 메트로레일 노선 중 가장 작은 차량사업소를 갖추고 있다.

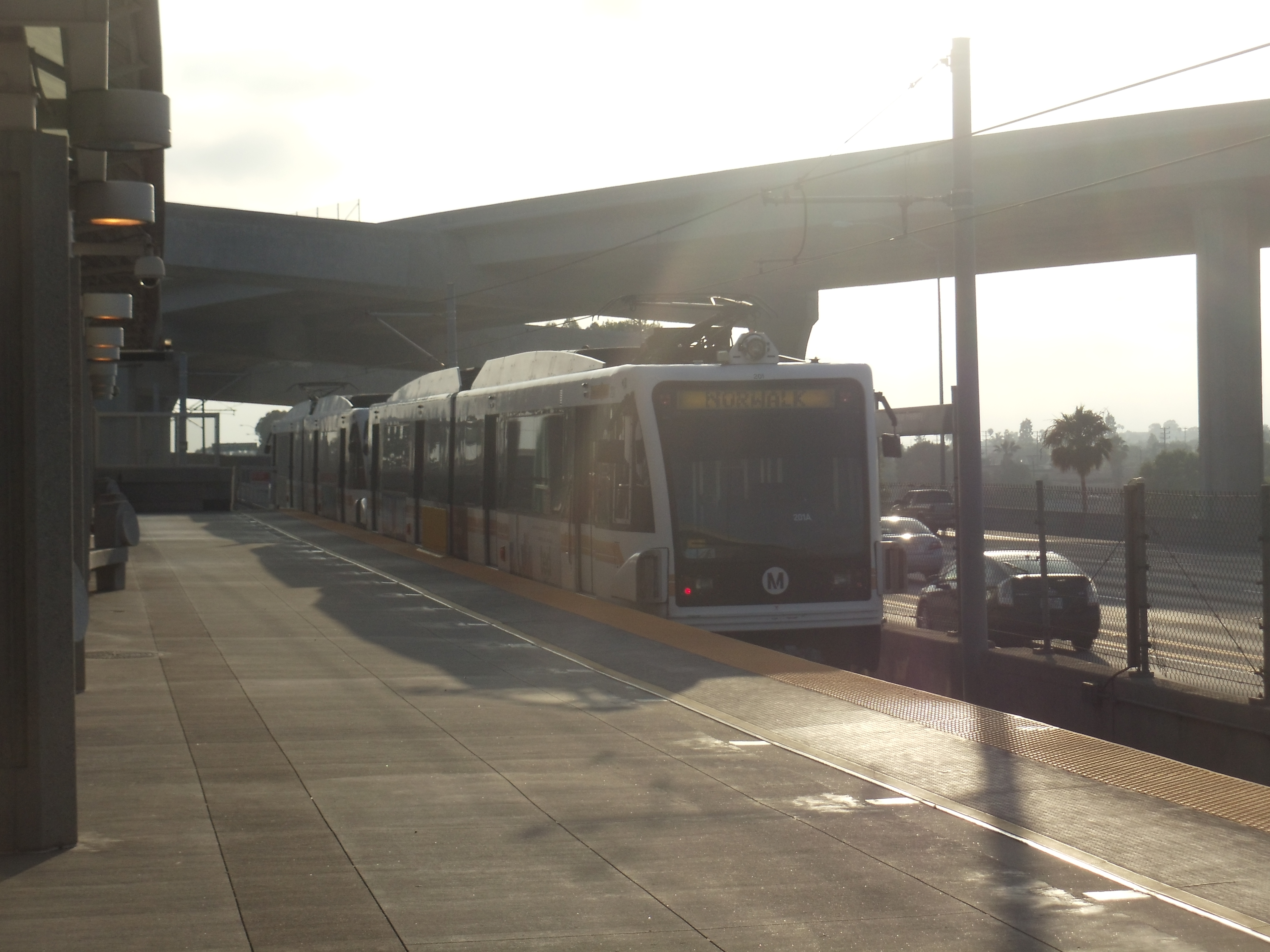
하버 프리웨이역에서 출발하는 메트로 C선 열차.

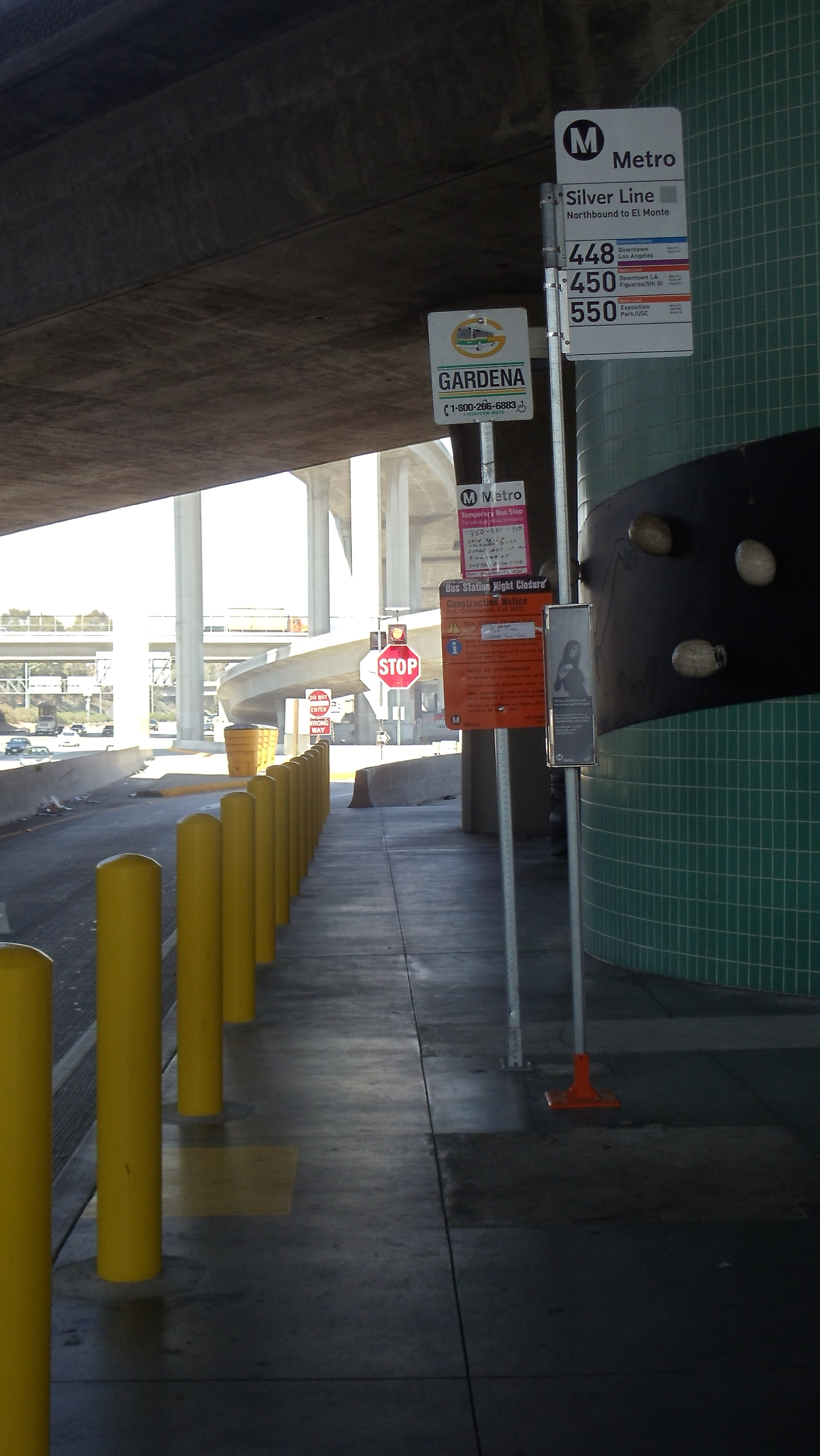
메트로 A선의 대안으로 사용되는 간선급행버스체계인 메트로 J선의 환승 지점인 하버 프리웨이역.

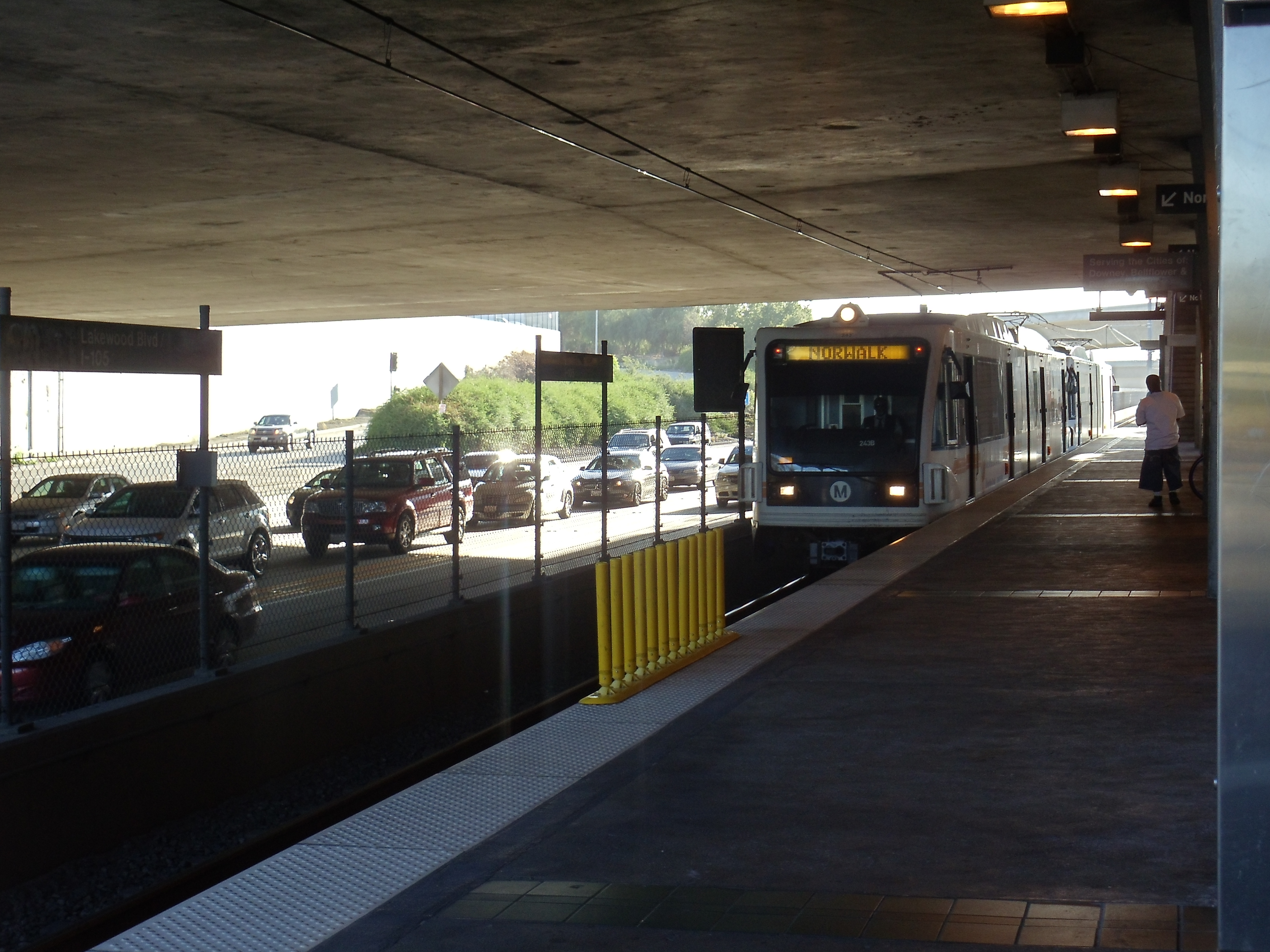
레이크우드역에 도착한 노워크 행 메트로 C선 열차

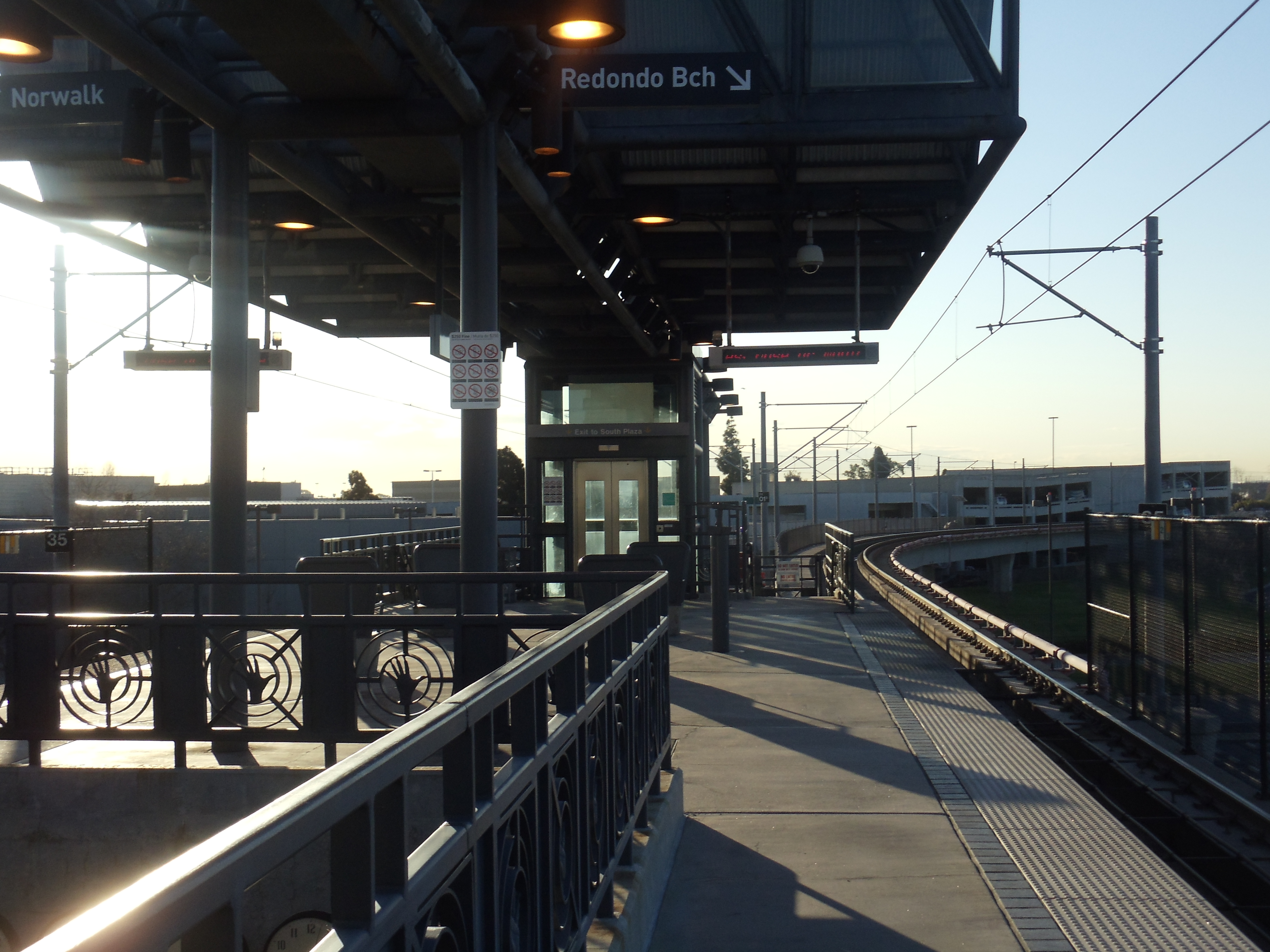
엘세군도 메트로 C선역

로스앤젤레스 메트로 C선 (Los Angeles Metro C Line)은 미국 캘리포니아의 로스앤젤레스에 있는 도시철도 노선으로, 로스앤젤레스군 교통국이 운영하는 노선이다. 초록선은 로스앤젤레스군 내의 리돈도비치와 노워크 간을 운행하는 20-마일 (32 km)의 경전철 노선으로, 1995년 8월 12일에 개통하였다. 파란선과 빨간선이 개통한 이후 메트로 레일 시스템의 3번째 노선이 되었다. 리돈도비치와 노워크 뿐만 아니라, 엘세군도, 호손, 사우스로스앤젤레스, 린우드, 다우니, 윌로브룩 (사우스로스앤젤레스 내)에도 이 노선이 지난다. 린우드 시내의 롱비치 블러바드역 인근에서 플라자 멕시코 쇼핑 센터(Plaza Mexico shopping center)를 제공한다. 애비에이션/LAX역에서 로스앤젤레스 국제공항(LAX) 행 무료 셔틀 버스를 이용 가능하다. 이 노선은 주로 교외 간을 오가기 때문에, 메트로 레일 시스템에서 다운타운 로스앤젤레스를 전혀 지나지 않는 노선이다. 개통당시에는 로스앤젤레스 메트로 그린 라인 (Los Angeles Metro Green Line), 또는 로스앤젤레스 광역철도 초록선이었으나, 2020년에 메트로는 모든 노선명을 문자와 색상을 사용하여 변경하면서 초록선은 "C선"으로 변경했다.

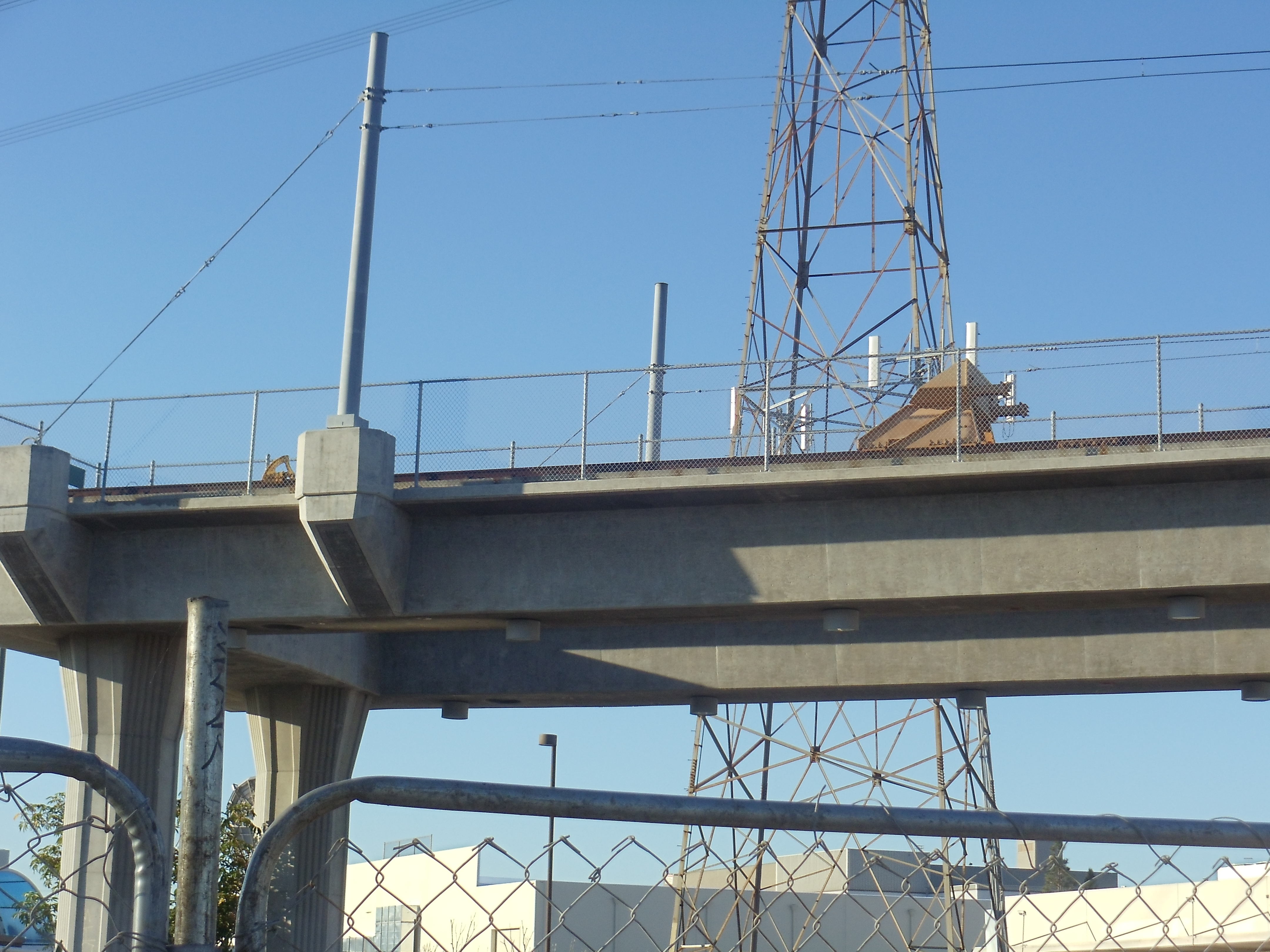
향후 개통될 사우스베이(South Bay) C선 연장 구간은 리돈도비치 역에서 토런스까지 C선을 연장할 예정이다.

전 구간이 도로와 입체교차 형태로 되어 있으며, 부분적으로 센츄리 프리웨이(주간고속도로 제105호선)의 중앙부를 지나며 서쪽에는 대부분 고가에 위치해 있다. 노선은 로스앤젤레스군 교통국에서 운영하고 관리한다. C선은 내부적으로 제 803호선(Line 803)으로 알려져있다. 이 명칭은 메트로의 시간표 및 웹사이트의 하이퍼링크 뿐만 아니라 내부 운영 일정에도 나타난다. C선은 (중전철인 빨간선과 보라선을 제외하고) 메트로 레일 네트워크에서 가장 빠른 경전철 노선이다. C선 열차는 일반적으로 I-105 프리웨이 부분에서는 55–60 mph, 애비에이션/LAX 역 서쪽 부분에서는 약 40 mph으로 운행한다. C선(당시 초록선)이 1995년 영업을 시작했을 때 당시 열차를 1량으로만 운행하였으나, 승객 수가 증가함으로서 2량짜리 열차를 이용하게 되었다. C선의 승객 수는 C선만큼 높지는 않았지만, 2013년까지 L선(당시 금선)보다 높은 승객 수를 기록했다. 또한, C선은 평일과 주말에 이른 아침(3:35 A.M.–5:30 A.M.) 및 늦은 밤(9:00P.M.–12:55 A.M.) 시간대에 1량 열차로 운행한다. 거의 모든 C선 역이 3량의 열차를 수용할 수 있도록 제작되었으나, 3량의 열차를 많이 갖추지 못했다. 애비에이션/LAX역의 서쪽 방면 역은 3량 열차를 수용할 수 있도록 설계되지 않았다. 크렌쇼/LAX선 경전철 노선이 완공 될 때에 C선이 3량 편성 차량을 사용할 수 있게 된다.

## 서비스 설명

### 경로
C선은 전체적으로 고가나 또는 센츄리 프리웨이(주간고속도로 제105호선)의 중앙부를 운행한다. 서쪽의 리돈도비치역에서 시작하여 엘세군도를 거쳐 북쪽으로 향한다. 애비에이션/LAX역에서 승객은 여러 사업자의 여러 버스 노선 중 하나, 특히 LAX행 셔틀 버스를 통해 로스앤젤레스 국제공항으로 이동할 수 있다. 여기에서, C선은 센트럴 프리웨이의 중간 지점에서 동쪽을 향하고 있으며, 하버 프리웨이역에서 메트로 J선으로 환승 할 수 있다. 이어서 주요 환승역인 윌로브룩역(A선으로 환승 가능)을 거치고, 마지막으로 605 프리웨이의 바로 동쪽에 있는 노워크역에서 종착한다.

### 운행 시간
C선 열차는 매일 대략 오전 3시 36분에서 오후 11시 55분 사이에 운행된다. 금요일과 토요일 밤 운행은 대략 오전 2시 15분까지 연장 운행한다. 첫차와 막차 열차 시간은 아래와 같다.
노워크 방면

동행(Eastbound)
- 윌로브룩~노워크 첫차: 오전 3:36
- 더글러스발 노워크 행 첫차: 오전 3:53
- 리돈도비치 발 노워크 행 첫차: 오전 4:20
- 노워크 행 막차: 오후 11:55 (금요일 및 토요일 밤: 오전 2:04)

리돈도비치 방면

서행(Westbound)
- 리돈도비치 행 첫차: 오전 4:01
- 리돈도비치 행 막차: 오전 12:55 (금요일 및 토요일 밤: 오전 2:15)

### 배차간격
C선의 열차는 월요일부터 금요일까지의 혼잡 시간대에 7-8분마다 운행한다. 주간에는 15분마다, 주말에는 하루 종일 운영되며, 야간에는 20분마다 운행한다.

## 역사
1972년 캘리포니아 교통국이 맹렬하게 반대한 동의 법령 센츄리 프리웨이(Century Freeway)의 건설을 허용하기 위해 서명한 동의 법령의 일부로 고속도로의 중앙부에서 대중 교통 노선(해당 유형을 지정하지 않음)에 대한 조항이 만들어졌다. 1980년대 초의 원래 메트로 레일 master plan에서 이 노선은 경전철로 지정되었다.
톰 브래들리(Tom Bradley) 시장 및 다른 정치인들은 이 노선을 기관사없이 운영되는 완전한 자동화를 의도했었지만, 이 기술은 완전히 구현되지 않았다.
그린 라인 공사는 1987년에 시작되었다. 건설의 이유중 하나는 그린 라인이 엘세군도 지역의 항공 우주 및 방위 산업에 서비스를 제공한다는 것이었다. 노선 건설 비용은 7억 1800만 달러이다. 그린 라인이 1995년에 개통할 무렵에는 냉전이 끝났고 항공 우주 부문은 일자리를 유출했다. 또한 1980년대 로스앤젤레스 남동부의 게이트웨이 시티즈(Gateway Cities) 지역의 베드타운은 1990년대 초에 급격히 가속화된 중산층 항공기 노동자(주로 백인과 흑인)의 인구를 빠르게 잃고있었다. 노동 계급과 열악한 히스패닉계는 일반적으로 항공 우주 분야와 관련이 없다. 그린 라인 건설에 대한 이러한 논리는 버스 승객 연합이 MTA가 노동 계급 소수 민족이 아닌 중산층 백인에게 서비스하기 위해 노력하고 있다고 주장했을 때 인용한 주요 논쟁이었다. 결과적으로 2008년 6월 평일에 평균 승객 수가 44,000명으로 예상치를 밑돌았다.
그린 라인이 개통했을 때, 닛폰차량제조에서 제조한 철도 차량은 메트로 블루 라인에서 사용된 것과 유사했다. 2001년 말 니혼 차량 전동차가 블루 라인으로 이전되고 그린 라인은 지멘스가 새로 만든 철도 차량을 인도 받았다.
그린 라인의 서부 구간은 LAX와 연결되기 위해 원래 계획에서 부분적으로 구성되었지만, 공항은 노선 건설 중에 대규모 개조를 계획하고 있었다. 로스앤젤레스 세계 공항(Los Angeles World Airports)은 LAX와의 연결이 해당 공사와 통합되기를 원했지만, 연방 항공국(Federal Aviation Administration)은 철도 선로가 항공기의 착륙 경로를 방해한다는 우려를 나타냈다. 또한 LA 공항의 시민들은 공항 확장에 반대했다. 택시 및 리무진 운전 기사와 LA 공항 주변의 주차장 소유자는 그린 라인을 따라 수많은 지점에 무료 주차장이 있으므로 LA 공항을 이용하는 열차가 경쟁을 일으킬 수 있다고 우려했다. 타협안으로 애비에이션/LAX역의 무료 셔틀은 승객을 LAX 터미널로 운송한다. 오늘날, 그린 라인의 이용에서 LAX 확장을 위한 조항을 볼 수 있다. 이 노선은 애비에이션/LAX 역 서쪽에 있는 두 개의 구체적인 부분 교차점이다.
그린 라인의 동쪽 종착지는 또한 메트로링크 노선이 여러개 운영되는 노워크/산타페스프링스 메트로링크 역에서 2 마일(3km) 떨어진 곳에 있다. 메트로링크 역과 그린 라인 종점 사이에 로컬 버스 서비스가 제공되지만 시간표는 그린 라인 도착 시간과 조정되지 않는다. 그린 라인이 LAX에서 서쪽으로 재배치 된 것 때문에 비평가들은 그린 라인을 "from nowhere to nowhere." 열차로 분류했다. 그린 라인은 현재 다운타운 로스앤젤레스를 운행하지 않는 유일한 노선이다. 블루 라인으로 가는 교통편은 다운타운에 탑승하는 승객이 윌로브룩역에서 환승할 수 있다.
2007년, 그린 라인은 골드 라인(현 L선)과 비슷하게 열차 옆에 광고 배너를 배치하기 시작했다. 2009년 4월 전에는 광고 배너가 잠시 중단되었다.
2012년 9월에 열차의 자동 음성 안내가 버몬트/애선스역과 윌로브룩/로사파크스역의 역명 변경을 반영하도록 업데이트되었다. 또한 이번 발표에는 하버 프리웨이역의 실버 라인(현 J선) 환승이 포함된다. 이전에 기관사는 그린 라인이 하버 프리웨이역에서 실버 라인과 환승된다는 사실을 구두로 알리지 않았다.
2015년 초에서 2016년 초 사이에 전면 수리를 위해 그린 라인 역을 임시 폐쇄했다.

## 향후 연장
C선을 북쪽으로 LAX, 웨스트체스터, 로욜라 메리마운트 대학교, 샌타모니카까지 연장하기 위한 다양한 연구가 있었다.
현재 가능한 남부 연장은 사우스베이 갤러리아(South Bay Galleria) 또는 그 너머로 C선 남쪽 끝까지 남동쪽 방향으로 갈 수 있다. 그리고 이 노선의 동쪽 끝에는 현재 종착지인 노워크역에서 노워크/산타페스프링스역까지 연장될 수도 있다.

### LAX행 북부 연장선

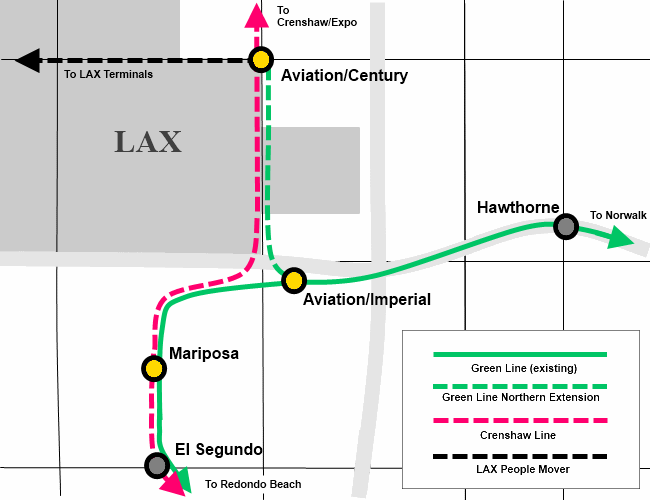
북부 연장선이 포함된 LAX 지도

크렌쇼/LAX선이 개통되면 C선이 북부 및 남부 지선과 함께 LAX 근처에서 새로운 운행 패턴을 시작한다. 남부 지선은 C선이 현재 엘세군도에서 남쪽으로 리돈도비치까지 이어지며 서부 방면 열차와 함께 운행한다. 북부 지선은 애비에이션/LAX역에서 떨어져 나간후 애비에이션 대로를 따라 북쪽으로 운행하며 마찬가지로 서부 방면 열차와 함께 운행한다. 크렌쇼/LAX선에서 추가 역(LAX 터미널로 승객 운송)을 통해 에어포트 메트로 커넥터(Airport Metro Connector)라고하는 계획중인 자동 운송 체계를 이용할 수 있는 에비에이션/96번가역에서 종착하게 된다.

### 사우스베이행 남부 연장선
메트로는 현재 리돈도(Redondo) 종착역에서부터 남동쪽을 향한 C선의 간선 확장에 대한 초기 환경 연구를 수행하고 있다. "사우스베이 메트로 그린 라인 연장(South Bay Metro Green Line Extension)"은 사우스 베이와 토런스 지역 대중 교통 센터(RTC)에 대략 항만 하부 항로를 따라간다. 매트로와 시 정부는 DEIR에서 두 가지 대안을 고려하고 있다.: 고가 경전철 연장 또는 기존 선로에 대한 직결 연장이 포함되며, 차량 유형은 아직 결정되지 않았다.
사우스베이 연장선 연구는 환경 영향 보고서(DEIR) 초안의 발행으로 이어질 예정이다. 이 연구는 2011년에 완료될 것으로 예상된다. 이 프로젝트는 LRTP(Long Range Transportation Plan)에서 우선 순위가 정해지고 Measure R.에서 자금이 지원된다.

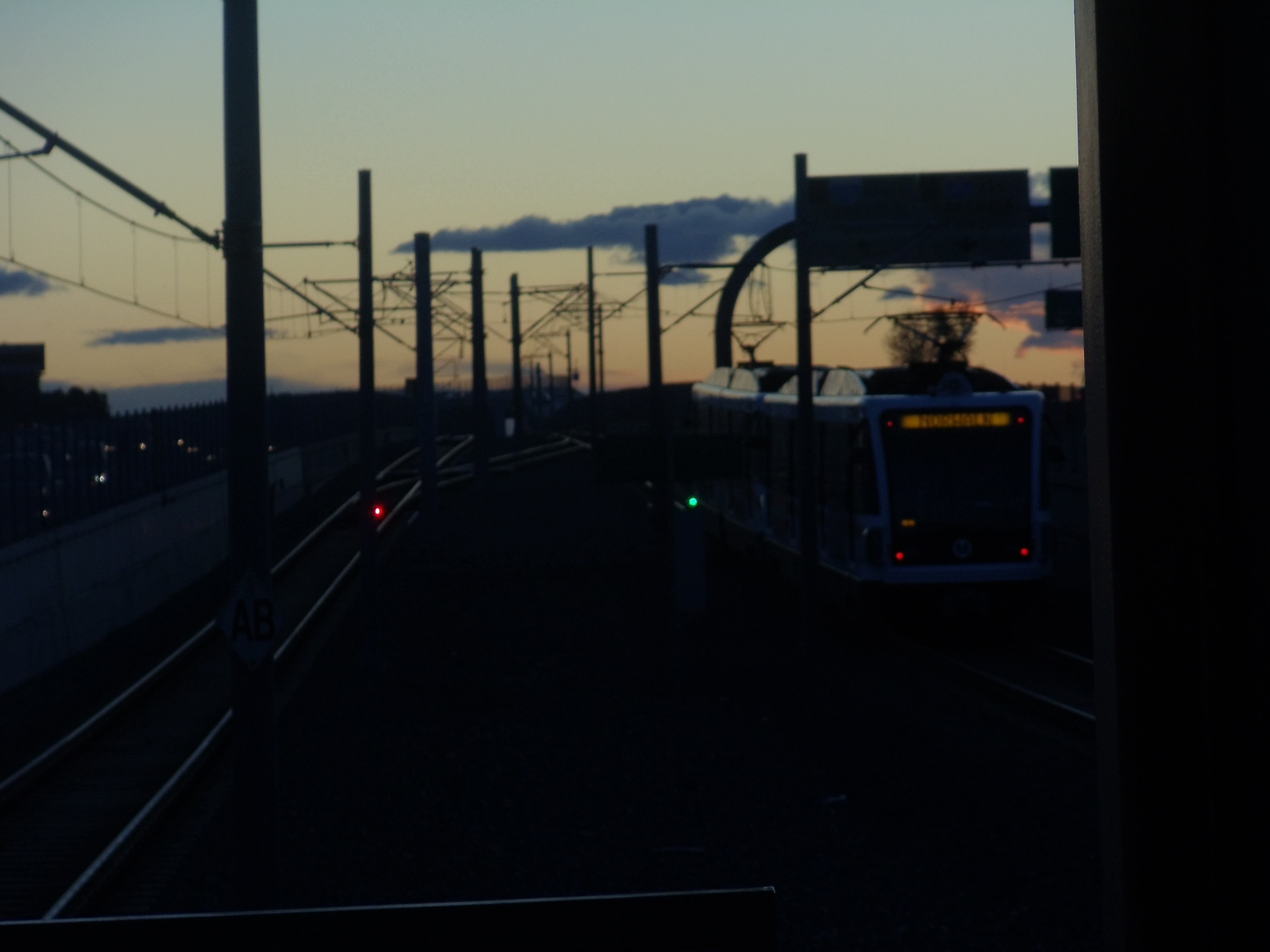
아침 버몬트역에서 출발하는 메트로 C선 열차.

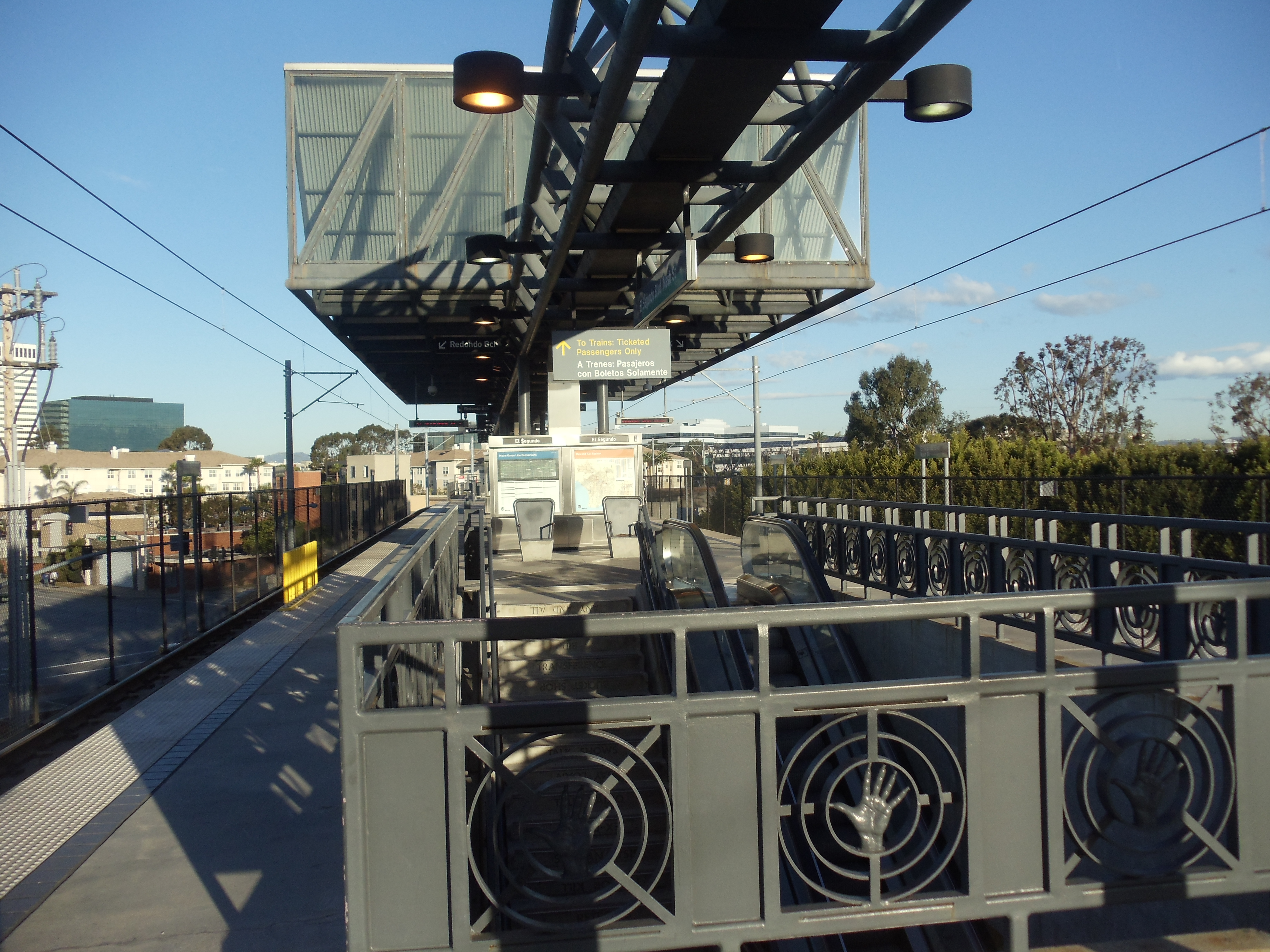
엘세군도 시내의 엘세군도 메트로 C선역

## 역목록
C선은 다음의 14개 역으로 구성된다(서쪽에서 동쪽 순으로 나열하였다):
| 역명                                   | 대중교통 연결 | 개업일자        | 역 주차장    | 소재지             |
| -------------------------------------- | --- | --------------- | ------------ | ------------------ |
| 리돈도비치 Redondo Beach               | 메트로 로컬: 126, 215 비치 시티스 트랜싯 102 LADOT 커뮤터 익스프레스: 438, 574 Lawndale Beat Express, Residential Routes | 1995년 8월 12일 | 403개 공간   | 호손               |
| 더글러스 Douglas                       | 메트로 로컬: 125 암트랙 캘리포니아 스루웨이 모터코치: Route 1C 비치 시티스 트랜싯: 109 | 1995년 8월 12일 | 30개 공간    | 엘세군도           |
| 엘세군도 El Segundo                    | LADOT 커뮤터 익스프레스: 574 토런스 트랜싯: 8 | 1995년 8월 12일 | 91개 공간    | 엘세군도           |
| 마리포사 Mariposa                      | 메트로 로컬: 232 토런스 트랜싯: 8 | 1995년 8월 12일 | 주차장 없음  | 엘세군도           |
| 애비에이션/LAX Aviation/LAX            | 메트로 로컬: 40 (새벽시간대), 120, 625 LAX 셔틀: Route G (serves LAX Terminals 1-8 and the Tom Bradley International Terminal) 산타모니카 트랜싯: 3, Rapid 3 컬버시티 트랜싯: 6, Rapid 6 비치 시티스 트랜싯: 109 가데나 트랜싯: 5 LADOT 커뮤터 익스프레스: 438 | 1995년 8월 12일 | 390개 공간   | 웨스트체스터       |
| 호손/레녹스 Hawthorne/Lennox           | 메트로 로컬: 40, 126, 212, 312 메트로 익스프레스: 442 매트로 래피드: 740, Santa Monica Transit: 12, Rapid 12 The Line: Lennox | 1995년 8월 12일 | 623개 공간   | 호손               |
| 크렌쇼 Crenshaw                        | 메트로 로컬: 126, 207 (평일 선택된 러시아워 AM/PM 운행, 주말), 210 매트로 래피드: 710, 757 토런스 트랜싯: 5, 10 | 1995년 8월 12일 | 513개 공간   | 호손               |
| 버몬트/애선스 Vermont/Athens           | 메트로 로컬: 204, 206, 209 매트로 래피드: 754 가데나 트랜싯:2 | 1995년 8월 12일 | 155개 공간   | 애선스             |
| 하버 프리웨이 Harbor Freeway           | 로스앤젤레스 메트로 J선 메트로 로컬: 45, 81, 120 메트로 익스프레스: 550 매트로 래피드: 745 LADOT 커뮤터 익스프레스: 448 오렌지군 교통 공사: 721 가데나 트랜싯: 1X 토런스 트랜싯: 1, 2, 4                                                                       | 1995년 8월 12일 | 253개 공간   | 사우스로스앤젤레스 |
| 아발론 Avalon                          | 메트로 로컬: 48, 51, 52, 53, 352 LADOT DASH: Watts 윌로브룩 셔틀 | 1995년 8월 12일 | 158개 공간   | 사우스로스앤젤레스 |
| 윌로브룩 Willowbrook                   | 로스앤젤레스 메트로 A선 메트로 로컬: 55, 120, 205, 355, 612 가데나 트랜싯: 5 LADOT DASH: Watts Lynwood Breeze Route D 윌로브룩 셔틀: A, B, King Medical Center                                                                                                 | 1995년 8월 12일 | 231개 공간   | 윌로브룩           |
| 롱비치 블러바드 Long Beach Boulevard   | 메트로 로컬: 60, 251 매트로 래피드: 760 린우드 트롤리: A | 1995년 8월 12일 | 646개 공간   | 린우드             |
| 레이크우드 블러바드 Lakewood Boulevard | 메트로 로컬: 117, 265, 266 | 1995년 8월 12일 | 414개 공간   | 다우니             |
| 노워크 Norwalk                         | 메트로 로컬: 111, 115, 120, 125, 270, 311 메트로 익스프레스: 460, 577X 노워크 트랜싯: 2, 4, 5 롱비치 트랜싯: 172, 173 | 1995년 8월 12일 | 1,792개 공간 | 노워크             |

## 운영

### 유지 보수 시설
C선은 Division 22 Yard (애비에이션 스트리트 야드)라는 차량기지에서 운영된다. 이 차량기지는 C선에 사용된 차량을 저장한다. 또한 소규모 유지 보수를 수행하기도 한다.(대규모 유지 보수는 블루 라인의 차량기지인 롱비치에서 수행된다) 차량기지는 리돈도비치역과 더글러스역 사이에 있다. 열차는 두 역 사이의 교차점을 통해 차량기지로 들어간다. 더글라스 (북)행 열차는 북쪽으로 계속 이어지는 선로가 따로 없다. 리돈도비치(남)행 열차는 남쪽으로 계속 이어져 차량기지에 진입,발차할 수 있다.

### 철도 차량
C선이 개통했을 때, 메트로 블루 라인에서 사용한 것과 유사한 닛폰차량제조제 차량을 사용했다. 2001년 후반에 닛폰차량 P2020's은 블루 라인으로 이전되었으며, 이후 C선은 현재 운영되고 있는 새로운 지멘스 P2000 차량을 도입했다.

## 사고
2015년 2월 22일 호손 역 근처의 열차가 보행자를 들이받아 숨지게하여 C선의 첫 번째 사망자가 생겼다.

## 사진첩

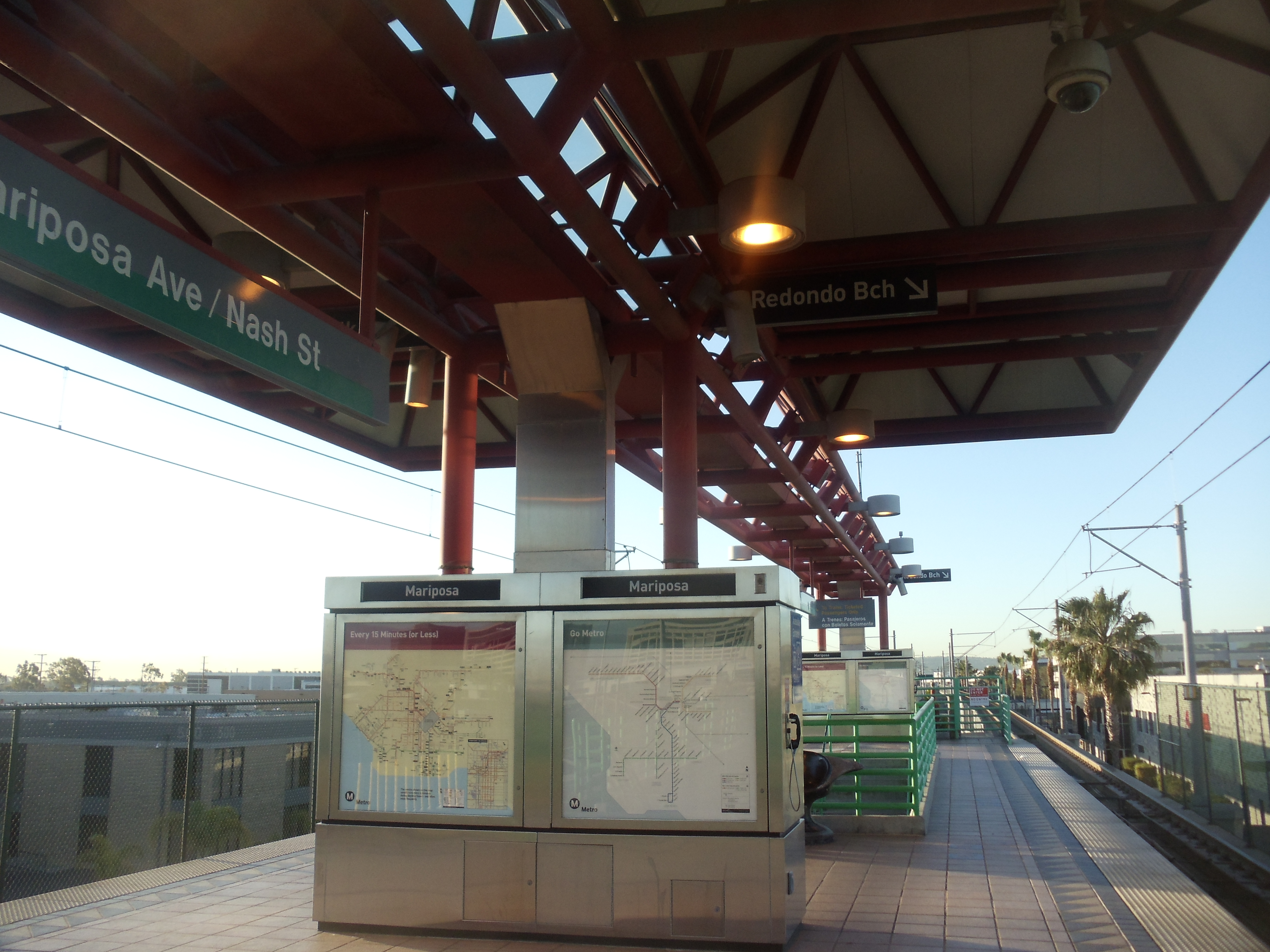
마리포사 역 승강장의 노선도 안내판
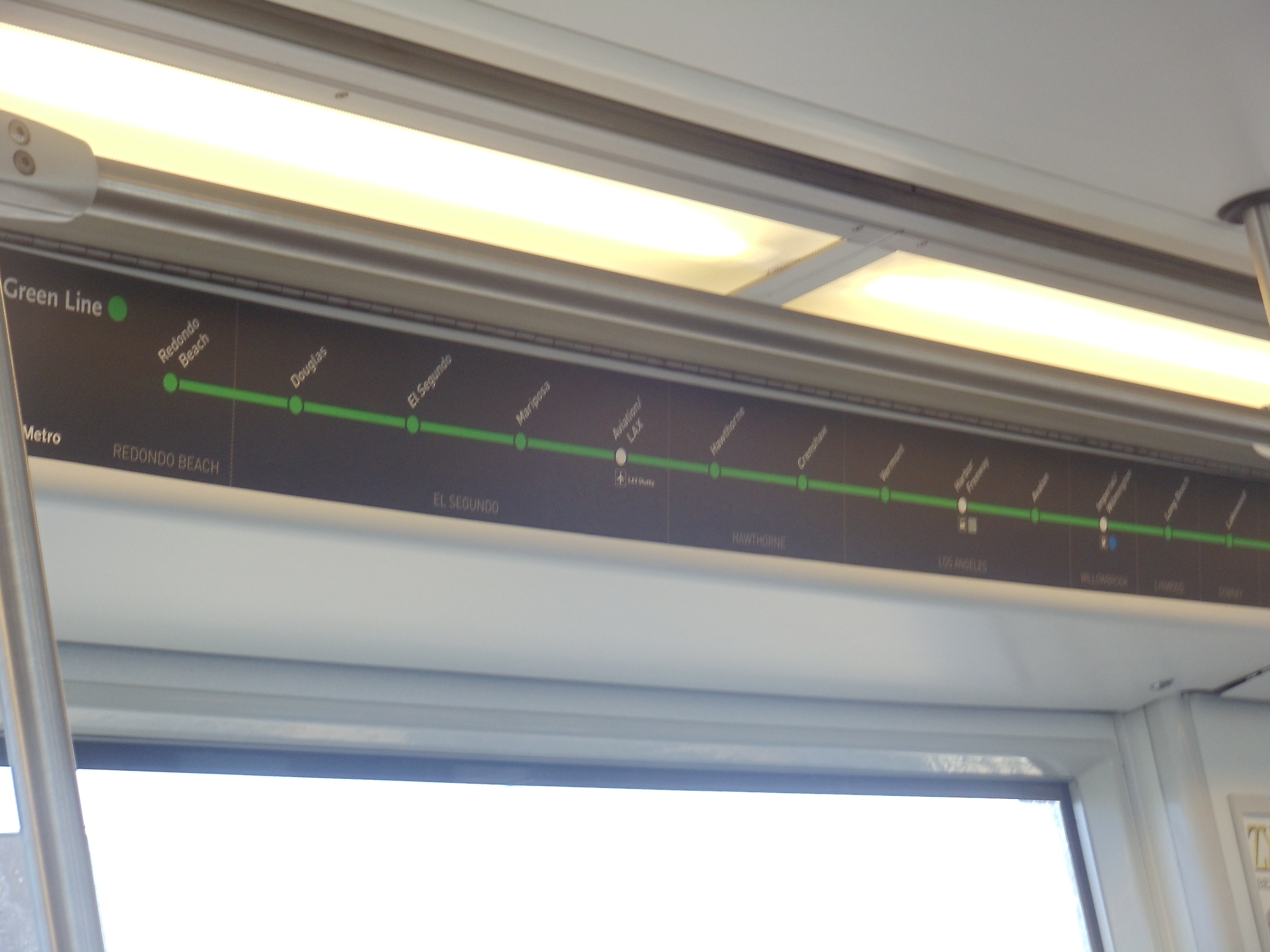
지멘스 P2000 열차 내부의 C선 노선도
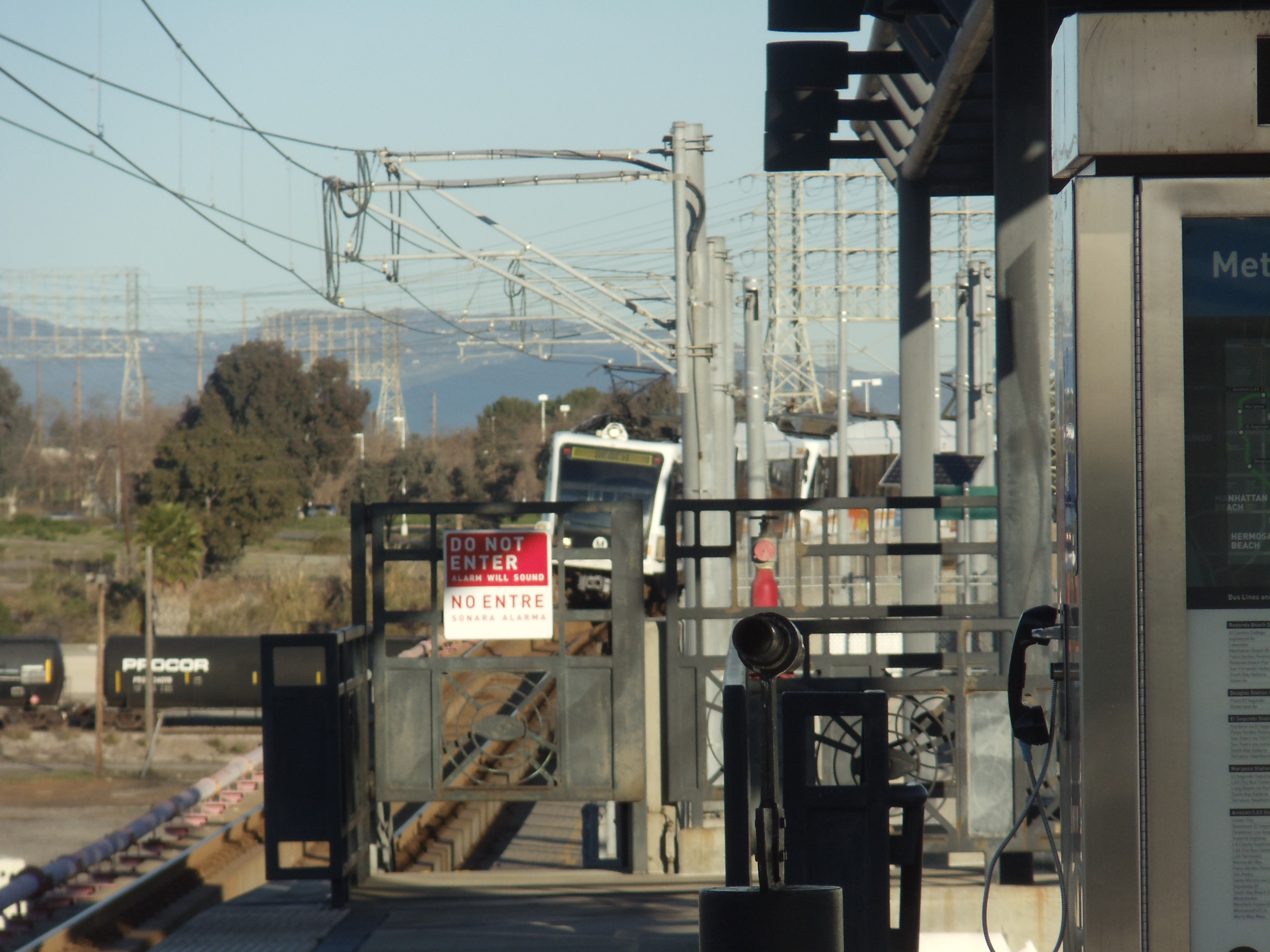
더글러스 역에 진입하는 리돈도비치 행 C선 열차
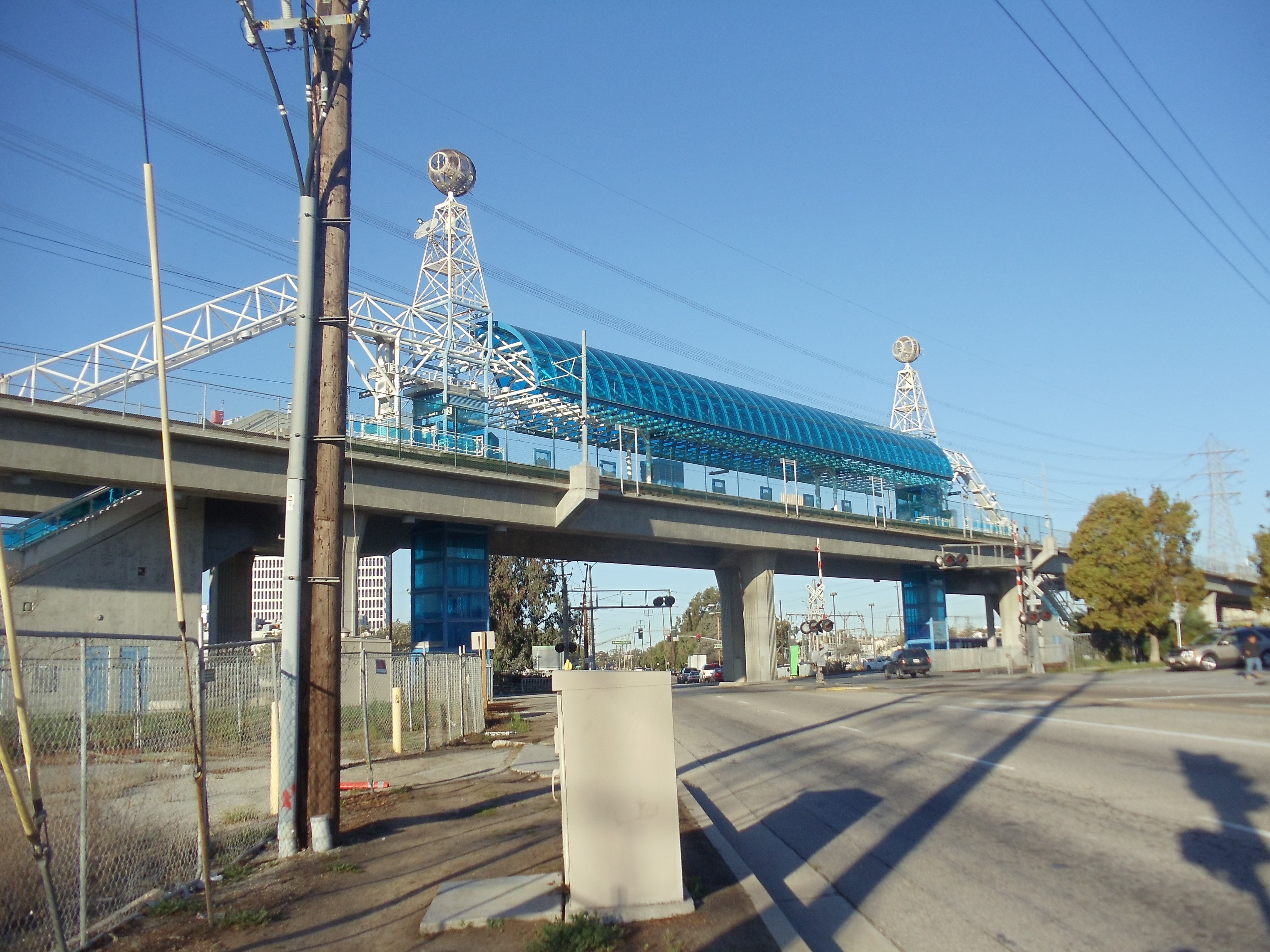
현재 메트로 C선의 서부 종착역인 리돈도비치 역